# Clarence Walton Musser
Clarence Walton Musser (* 5. April 1909 in Mount Joy, Lancaster County (Pennsylvania); † 8. Juni 1998) war ein US-amerikanischer Ingenieur. Er ist bekannt für seine Arbeiten an rückstoßfreien Geschützen sowie für die Erfindung des Spannungswellengetriebes.
Schon in seiner Jugend zeigte Musser technisches Talent. Die Manheim Borough Public High School schloss er 1926 ab. Später besuchte er das Chicago Technical College, die University of Pennsylvania und das Massachusetts Institute of Technology. Anfang der 1930er arbeitete er in einem Betrieb für Werkzeug- und Formenbau. 1935 eröffnete er sein eigenes Ingenieurbüro und arbeitete als Berater für verschiedene Organisationen, unter anderem die Regierung der Vereinigten Staaten, General Motors, Olin Mathieson oder United Shoe Machinery Corporation. Im Jahre 1937 heiratete er.
Von 1941 bis 1956 war Musser Forschungsberater am Frankford Arsenal, einem Entwicklungszentrum der United States Army. Zusammen mit William K. Kroeger entwickelte er die rückstoßfreien Geschütze M18 und M20. Während sich Kroeger auf die physikalischen Aspekte der rückstoßfreien Geschütze konzentrierte, war Musser für die konstruktionstechnischen Belange zuständig. Musser beaufsichtigte auch die Produktion und den Test der Prototypen. Er erhielt 69 Patente im Bereich der rückstoßfreien Geschütze. Für diese Arbeit wurde er 1945 vom Kriegsministerium der Vereinigten Staaten mit dem „Exceptional Civilian Service Award“ ausgezeichnet.
Im Jahre 1955 erfand Musser das Spannungswellengetriebe. Bemerkenswert an diesem Getriebe ist, dass es auf Verformung und nicht wie üblich auf starren Körpern beruht. Auch in seinen weiteren Erfindungen und Konstruktionen nutzte er das Prinzip der Durchbiegung. Er setzte sich für den Einsatz verformbarer Komponenten im Maschinenbau ein.
Unter seinen über 160 Patenten sind beispielsweise Geschwindigkeitsregelanlage, mechanisches und elektronisches Oszilloskop, Lenkflugkörper, Prüfstand für Strahltriebwerke oder Rettungssysteme für Flugzeugpiloten.
1968 wurde ihm von der American Society of Mechanical Engineers ein Preis verliehen.